# Rudolf Barvíř
Major Rudolf Barvíř (15. srpna 1911 Hranice – 29. října 1944 Helmsdale) byl český palubní telegrafista a střelec 311. československé bombardovací perutě padlý v druhé světové válce.

## Život

### Před druhou světovou válkou
Rudolf Barvíř se narodil v 15. srpna 1911 v Hranicích v rodině řezníka Jana Barvíře a jeho ženy Ludmily rozené Králové. Studoval na reálném gymnáziu v Hranicích a poté na Praze XII, kde v roce 1935 maturoval. Následně nastoupil na fakultu všeobecného lékařství v Brně. Byl členem Sokola.

### Druhá světová válka
Po německé okupaci v březnu 1939 a následném uzavření českých vysokých škol byl nucen Rudolf Barvíř studium ukončit. Opustil Protektorát Čechy a Morava a přes Slovensko odešel do Palestiny, kde se přihlásil do Československé zahraniční armády. V roce 1943 byl odeslán do Velké Británie, kde byl zařazen do 311. československé bombardovací perutě RAF a kde sloužil jako telegrafista a střelec. Peruť již v té době byla součástí Pobřežního letectva a jejím úkolem bylo především hlídkování proti německým ponorkám. Dne 29. října 1944 v brzkých ranních hodinách startoval jako člen posádky stroje Consolidated B-24 Liberator GR Mk.V BZ720 PP-G, který byl jedním ze tří letounů určených k útoku na německou ponorku U 1060 uvízlou u norského pobřeží, ze základny Wick. Krátce po startu stroj z neznámých příčin narazil do vrcholu kopce na skotském pobřeží severně od Helmsdale. Čtyři letci byli zraněni, mezi pěti zahynuvšími byl i Rudolf Barvíř. Další dvě letadla útok úspěšně provedla. Pohřben byl na vojenském hřbitově St. Duthus ve městě Tain v sekci F, hrobu č. 22. Roku 1946 byla jeho symbolická urna číslo 198 převezena do Československa a roku 1998 umístěna v Památníku zahraničních letců na městském hřbitově v Prostějově.

## Posmrtná ocenění
- Rudolf Barvíř byl in memoriam povýšen do hodnosti majora